# Kisite-Mpunguti-Meeres-Nationalpark
Der Kisite-Mpunguti Meeres-Nationalpark ist ein Nationalpark an der Südküste Kenias in der Nähe der Grenze zu Tansania. Der Meeres-Nationalpark umfasst den Kisite-Park mit einer Fläche von 28 Quadratkilometer sowie das Mpunguti-Reserve, ein elf Quadratkilometer großes Meeresgebiet mit vier kleinen Inseln, die von einem Korallenriff umgeben sind.
Das artenreiche Korallenriff bietet Lebensraum für über 250 Fischarten wie beispielsweise Drückerfische, Muränen, Kaiserfische, Skorpionfische oder Rochen sowie für Suppen- und Karettschildkröten und Delfine. Je nach Jahreszeit sind auch Buckelwale und Walhaie vorzufinden.
Es gibt Höhlen mit Süßwasserquellen, deren Ursprung im über 200 Kilometer entfernten Kilimandscharo-Massiv angenommen wird.